# Wim Verheyden
Wim Verheyden, né le 9 mai 1967 à Bornem, est un homme politique belge, membre du Vlaams Belang (VB).

## Biographie
Wim Verheyden nait le 9 mai 1967 à Bornem.
Lors des élections régionales de 2019, il est élu député au Parlement flamand. Il est désigné au Sénat de Belgique et prête serment le 18 juillet 2024.